# Pteris lellingeri
Pteris lellingeri là một loài dương xỉ trong họ Pteridaceae. Loài này được A.R. Sm. & J. Prado mô tả khoa học đầu tiên năm 2004.